# Richard Steere
Richard Clarke Steere (Kansas City, 5 marzo 1909 – Lanham, 17 marzo 2001) è stato uno schermidore statunitense, vincitore di una medaglia di bronzo nella scherma ai giochi olimpici.